# Günter Pfitzmann
Günter Pfitzmann (8. dubna 1924, Berlín – 30. května 2003, Berlín) byl německý kabaretní, filmový a hlasový herec. Po maturit̟ě roku 1942 narukoval a pro zranění se nemohl věnovat sportu, jak původně chtěl. Po válce patřil mezi zakladatele kabaretu Die Stachelschweine (Dikobrazi). Hrál do roku 2001 a objevil se v 60 filmech. Většinu svého života strávil v Berlíně. Je znám z protiválečného filmu Most, kde hrál seržanta Heilmanna. Poslední dva roky svého života strávil poklidně v Berlíně.